# Валекорса
Валеко̀рса (на италиански: Vallecorsa) е малко градче и община в Централна Италия, провинция Фрозиноне, регион Лацио. Разположено е на 350 m надморска височина. Населението на общината е 2754 души (към 2013 г.).